# Nová Ves (Strakonice)
Nová Ves è un comune della Repubblica Ceca facente parte del distretto di Strakonice, in Boemia Meridionale.